# 曼弗雷德·施托尔珀

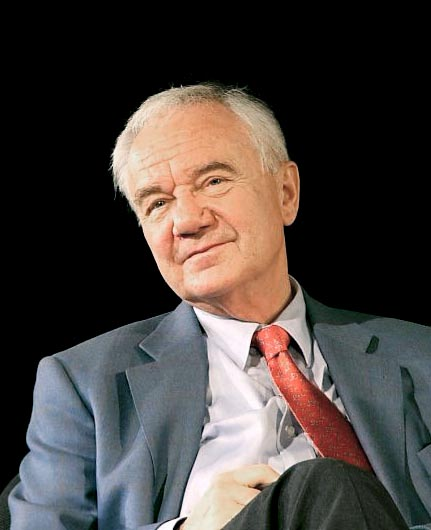
曼弗雷德·施托尔珀（Manfred Stolpe）

曼弗雷德·施托尔珀（1936年5月16日—2019年12月29日），德国政治人物。1990年至2002年，担任勃兰登堡州州长。2002年至2005年，担任德国联邦交通建筑与住房部长。

## 生平
1936年，曼弗雷德·施托尔珀生于德国斯特丁（今属波兰什切青）。1990年11月，当选勃兰登堡州州长。